# Lockheed XP-58 Chain Lightning
Lockheed XP-58 Chain Lightning byl těžký stíhací letoun vyvíjený během druhé světové války americkým výrobcem Lockheed pro Americké armádní letectvo (USAAF). Jeho konstrukce vycházela z úspěšného typu Lockheed P-38 Lightning, ale na rozdíl od něj byl tento projekt provázen problémy s pohonnými jednotkami a neustálými změnami požadavků letectva, které vyústily až v jeho zrušení. Postaven byl pouze jeden prototyp. Poprvé vzlétl roku 1944.

## Vývoj

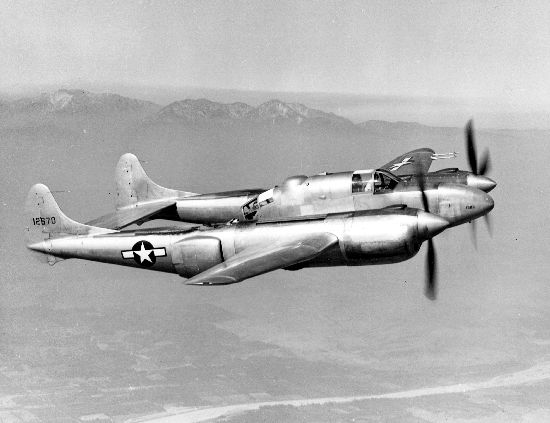
Lockheed XP-58 v letu

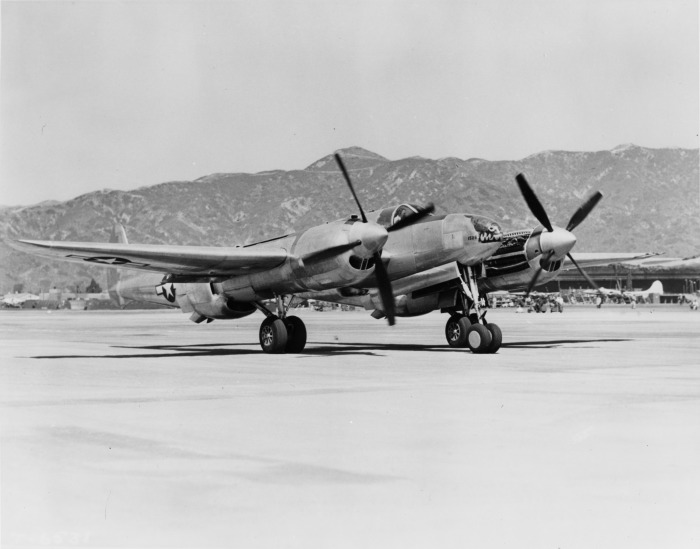
Lockheed XP-58

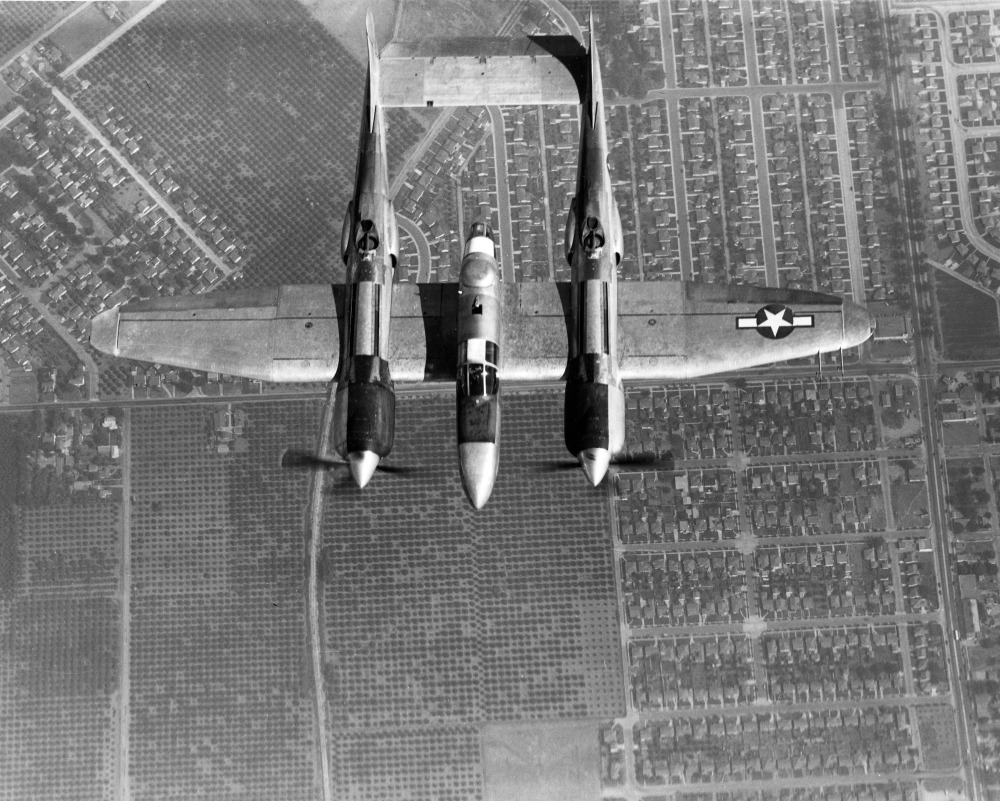
Lockheed XP-58

V roce 1940 společnost Lockheed získala souhlas ministerstva války s exportem stíhacích letounů L-322 (upravená verze P-38 Lightning) do Francie a Velké Británie. Výrobce na oplátku přislíbil vyvinout na vlastní náklady zdokonalenou verzi P-38 Lightningu, označenou L-121. Vývoj vedl šéfkonstruktér Neil Harrison. Nejprve to byl v zásadě P-38 Lightning poháněný vykonnějšími kapalinou chlazenými dvanáctiválci Continental XI-1430 s turbokompresory a očekávaným výkonem až 1180 kW (1600 k). Letoun měl mít dvě varianty: Jednomístný dálkový stíhací letoun vyzbrojený jedním 20mm kanónem a čtyřmi 12,7mm kulomety, nebo dvoumístný stíhací letoun, jehož výzbroj doplnily dva dálkově ovládané 12,7mm kulomety na koncích nosníků motorových gondol. Ovládal je střelec sedící v zadní části trupové gondoly.
V květnu 1940 letectvo upřednostnilo dvoumístnou verzi letounu, požadovalo však pro něj silnější motory. Vybrán byl vyvíjený čtyřiadvacetiválec do H Pratt & Whitney XH-2600-9/11 s výkonem 1323 kW (1800 k). V září 1940 byl hotov projekt letounu, kterému bylo přiděleno označení XP-58. Oproti původnímu projektu se lišil i obrannou výzbrojí. Oba dálkově ovládané kulomety nahradila dálkově ovládaná věž s 12,7mm dvojkulometem v zádi trupové gondoly.
V říjnu 1940 společnost Pratt & Whitney zrušila vývoj pohonné jednotky XH-2600. Lockheed musel pro letoun opět najít nový motor. Z možných variant preferoval nejvyzrálejší dvouhvězdicový motor Pratt & Whitney R-2800, napak armádní letectvo prosadilo motor Wright R-2160 Tornado s očekávaným výkonem 1727 kW (2350 k). V březnu 1941 navíc letectvo doplnilo požadavky o přetlakové prostory osádky a druhé střeliště s párem 12,7mm kulometů pod trupem. To vše vedlo k nárůstu hmotnosti letounu z 7500 kg na 15 500 kg.
Vstup Spojených států amerických do druhé světové války v prosinci 1941 vedl k redukci vývojového týmu Lockheedu pro tento typ, přičemž se zpožďoval i vývoj motoru Tornado. V květnu 1942 armádní letectvo objednalo stavbu druhého prototypu s očekávaným doletem až 4800 km.
Zanedlouho armádní letectvo zcela změnilo určení letounu z dálkového stíhače na bitevní letoun, který měl v malých výškách ničit nepřátelské tanky. Zvažována byla různá řešení, včetně letounu nesoucího 75mm kanón a 12,7mm kulomety, či třímístného bombardéru s bombometčíkem v přídi a pumovnicí. Vývoj to dále komplikoval a prodlužovalo. V listopadu 1942 navíc armádní letectvo zjistilo, že lepším taktickým bombardérem bude Douglas A-26 Invader, takže bylo určení XP-58 opět změněno, tentokrát na výškový stíhací letoun. Každý prototyp navíc měl nést odlišnou výzbroj.
V lednu 1943 Lockheed navrhl, že postaví jeden prototyp verze L-134 s výměnnou přídí, umožňující vyzkoušet různé varianty výzbroje. Protože byl nakonec zrušen i vývoj motoru Tornado, počtvrté musel být vybrán náhradní motor. Tentokrát byl zvolen kapalinou chlazený čtyřiadvacetiválec Allison V-3420 o výkonu až 2205 kW (3000 k), což byl zdvojený Allison V-1710.
Prototyp XP-58 (sériové číslo 41-2670) nakonec poprvé vzlétl 6. června 1944 z letiště Muroc. Přestože zkoušky prokázaly dobré vlastnosti letounu, zájem letectva opadl a testy už neměly vysokou prioritu. Prototyp nenesl ani výzbroj, ani přetlakovou kabinu. Náročná byla údržba stroje. Potíže činilo přehřívání turbokompresorů. Celkem absolvoval 25 zkušebních letů. V říjnu 1944 byl přelétnut na letiště Wright Field. Letectvo pro něj však nemělo využití, takže byl vývoj ještě roku 1944 zrušen. Prototyp dosloužil jako pomůcka pro výcvik mechaniků.

## Specifikace

### Technické údaje
- Osádka: 2
- Rozpětí: 21,34 m
- Délka: 15,07 m
- Výška: 4,88 m
- Nosná plocha: 55,74 m²
- Hmotnost prázdného letounu: 14 345 kg
- Vzletová hmotnost: 17 780 kg
- Pohonná jednotka: 2× čtyřiadvacetiválec Allison V-3420
  - Výkon pohonné jednotky: 3000 hp (2205 kW)

### Výkony
- Nejvyšší rychlost: 702 km/h
- Cestovní rychlost: 455 km/h
- Dostup: 11 650 m
- Stoupavost: 13,1 m/s (u země)
- Dolet: 4265 km

### Výzbroj (plánovaná)

#### Varianta 1
- 4× 37mm kanón v přídi letounu
- 4× 12,7mm kulomet ve dvou věžích

#### Varianta 2
- 1× 75mm kanón v přídi letounu
- 2× 12,7mm kulomet v přídi letounu
- 4× 12,7mm kulomet ve dvou věžích